# Иремель
Иреме́ль (баш. Ирәмәл) — вторая по высоте вершина Южного Урала, расположена на северо-востоке Белорецкого района Башкортостана, северо-западные склоны находятся в границах Катав-Ивановского района Челябинской области.
Гора представляет собой двухвершинный массив, в состав которого входят:
- Большой Иремель с платообразной вершиной Кабан (баш.  — стог), высота 1582,3 м[3][4];
- Малый Иремель, высота 1449,4 м[3][4].

Вершины отделены седловинным участком шириной около 1 км и высотой 1200—1250 м.
Протяжённость с северо-востока на юго-запад составляет 12 км, с северо-запада на юго-восток — 8 км.
У подножия массива расположены истоки рек Тыгын, Синяк, Большой Авняр, Карагайка, относящихся к бассейну реки Белой, которая также берёт своё начало поблизости за хребтом Аваляк.  В лесном поясе преобладает темнохвойная тайга, выше – редколесья, подгольцовые луга и горные тундры. Растительность очень богата, в том числе и реликтовыми (33 вида) и эндемичными видами (13 видов): осока кавказская, ива деревцевидная, смолевка малолистная, проломник Леманна, мытник Эдера, родиола иремельская, лаготис уральский, горькуша уральская и др. Встречаются редкие виды птиц (беркут, удод, черная цапля и др.).
Решением Правительства Республики Башкортостан от  31 декабря 2010 года на территории, прилегающей к вершине Иремель (включая хребет Аваляк), создан природный парк «Иремель».

## Этимология
Ороним (название вершины) очень древний, не имеет однозначной этимологии, его реконструируют из башкирского и монгольского языков.
В башкирском языке есть слова, по звучанию близкие к названию, например, эремелек, эреме — «заболоченная полоса вдоль реки, занятая густыми зарослями кустарника и леса», ирем — «прямой участок реки». Они вполне могут характеризовать речку Иремель. Возможно, и речка, и гора именуются по общему для них горному узлу (массиву) Иремель.
Его также реконструируют от сочетания башкирских и монгольских слов: ир — «мужчина», «богатырь» и эмел — «седло», «седловина», то есть «седло богатыря». Вершина Иремели похожа на гигантское седло.
В новом исследовании возникновение оронима Иремель связывается с эпохой бронзового века и реконструируется из индоиранских языков. Этимология объясняется из сочетания древнеиндийских слов: irā - "ветер" и mauli - "вершина", что означает "Вершина ветров" (Воронков А. А. Об истоках авестийской реки Ардви") .
Рычков Пётр Иванович в описании реки Белая писал:

Вершины ея въ Уральжъ изь горы Иримяли-Тау. Сія гора столь велика и высока, что съ Бухарской стороны смотря къ Башкиріи дни за два видима, и въ нькоторыхъ мьстахъ снегъ никогда не сходитъ— «Топография Оренбургская» стр. 230
Иван Лепехин в 1805 году писал:

От деревни Нургузя во 130 верстах отстояла славная в Башкирии гора Ирямял-Тау прозываемая, из которой выходит река Белая. В сём месте как бы нарочно собралися Уральские воды, дабы приумножить Бельские истоки. Они разделяются на 13 речек из Урала или с левой стороны по течению соединилися с Белою. 1-я из них называется Мата, из-под Уральского хребта Меердяк прозываемаго; 2-я того же имени из горы Каркабар; 3-ья Буюрле из Урала; 4-я Севязы из горы Ак Биик; 5-я Кулдальмяс; 6-я Тура; 7-я Белекей из Урала; 8-я Байняс изЪ Беркутуяс; 9-я Кулабайсы; 10-я Илиячинан; 11-я Суиндюк из Урала; 12-я Биркутуязы, из горы того же имени; 13 Булан из Урала.— Продолжение Дневных записок путешествия доктора и Академии наук адъюнкта Ивана Лепёхина по разным провинциям Российского государства. Часть 4. 1822